# Iridomyrmex galbanus
Iridomyrmex galbanus é uma espécie de formiga do gênero Iridomyrmex.